# ČSD T 478.4 sorozat
A ČSD T 478.4 sorozat, jelenlegi nevén ČD 754 sorozat és ŽSSK 754 sorozat eredetileg egy Bo’Bo’ tengelyelrendezésű csehszlovák dízelmozdonysorozat volt. A prototípust 1975-ben gyártotta a ČKD, a sorozatgyártás 1978 és 1980 között volt. Összesen 86 db készült. Csehszlovákia felbomlása után a mozdonyok egy része Szlovákiába, egy része pedig Csehországba került. Beceneve: Búvár.